# Chinthudupi, Sidlaghatta
Chinthudupi là một làng thuộc tehsil Sidlaghatta, huyện Kolar, bang Karnataka, Ấn Độ.